# F-Zero X 未来赛车
《F-Zero X 未来赛车》是一款由任天堂情报开发本部开发的未来风格竞速游戏。本作是《F-Zero》系列的第三款作品（含《BS F-Zero 大獎賽》），也是第二款正统作品，还是该系列首次采用三维计算机图形技术的作品。本作由任天堂于1998年发售在任天堂64平台，并于2000年在日本发售了本作基于64DD的扩展盘《F-ZERO X EXPANSION KIT》；在中国大陆，神游科技于2004年发售了本作在神游机上的官方行货版本，并加入了全程中文语音；2007年，任天堂在Wii的Virtual Console服务中提供了本作的原版付费下载。
《F-Zero X 未来赛车》作为系列第一款使用三维计算机图形技术的作品，为玩家带来更强烈的视觉体验。本作需要一段时间熟悉上手，且游戏体验大体上依旧沿袭前作；不过在本作中新加入的“死亡竞赛”（Death Race）模式和游戏标题中X代表的“X大奖赛”（X Cup）使得游戏更具有挑战性。在“死亡竞赛”中，玩家需要跟29名对手一较高下，并尽可能快地淘汰其他所有对手坚持到最后；在“X大奖赛”中，游戏会随机选取赛道供玩家使用，并且每次都会改变赛道的设定，使其不同。
《F-Zero X 未来赛车》获得的赞誉主要集中在超高速的游戏体验、丰富的赛车和流程、赛道设计以及稳定的高帧率。而对本作的批评大多数集中在游戏对于画面细节上的不足。2010年，本作作为其中一款电子游戏被收录在《有生之年非玩不可的1001款游戏》（1001 Video Games You Must Play Before You Die）一书中。